# Protesty przeciwko zmianom w sądownictwie w Polsce

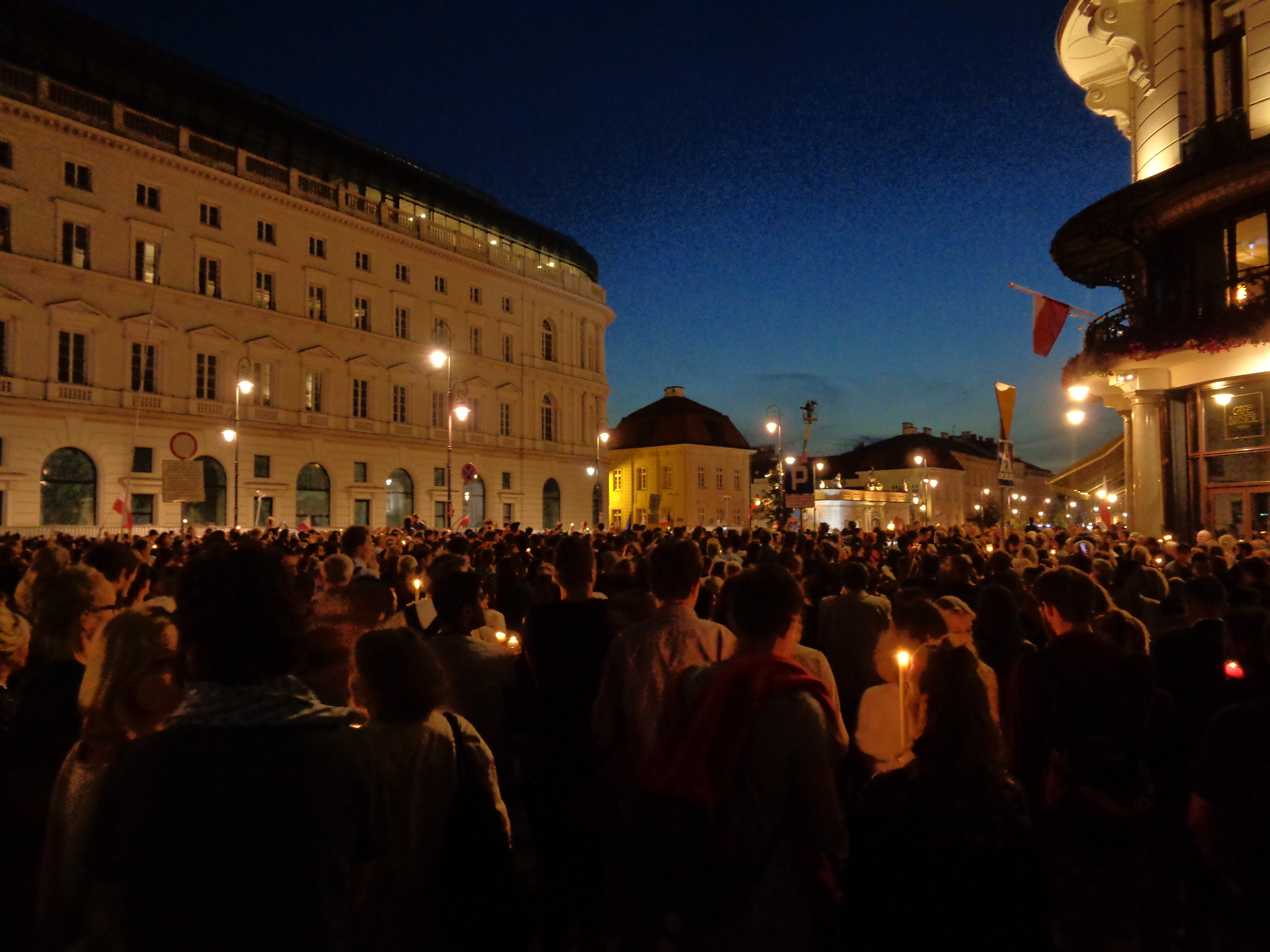
Demonstracja przed Pałacem Prezydenckim w Warszawie

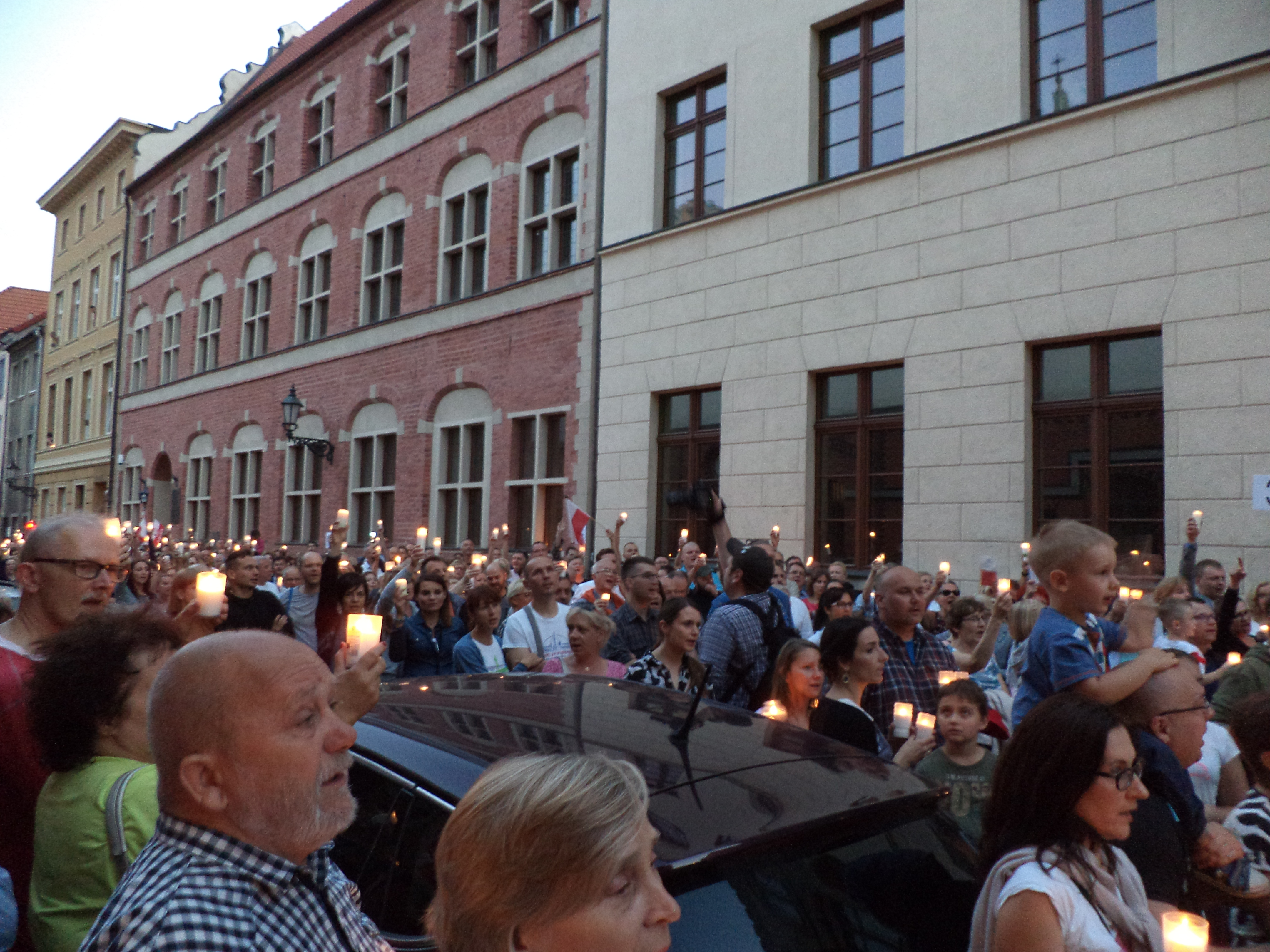
Demonstracja przed Sądem Okręgowym w Toruniu

Protesty przeciwko zmianom w sądownictwie – zorganizowane protesty społeczne, które rozpoczęły się w 2017 po uchwaleniu w Sejmie VIII kadencji przez posłów rządzących partii (Prawo i Sprawiedliwość, Solidarna Polska i Porozumienie Jarosława Gowina) nowelizacji ustaw: o Krajowej Radzie Sądownictwa oraz ustawy – Prawo o ustroju sądów powszechnych, a także ustawy o Sądzie Najwyższym.

## Przebieg
12 lipca 2017 na posiedzeniu Sejm przyjął przygotowaną w Ministerstwie Sprawiedliwości nowelizację ustawy o Krajowej Radzie Sądownictwa oraz nowelizację ustawy – Prawo o ustroju sądów powszechnych, która była inicjatywą poselską PiS. Obie ustawy miały na celu zmiany w wymiarze sprawiedliwości.

### Nowelizacja ustawy o Krajowej Radzie Sądownictwa
Uchwalone przez Sejm przepisy zakładały wygaszenie kadencji wszystkich aktualnych członków Krajowej Rady Sądownictwa, zmianę sposobu wyboru członków Rady będących sędziami oraz sposobu podejmowania decyzji przez Krajową Radę Sądownictwa w zakresie wyboru kandydatów do objęcia urzędu sędziego. Według założeń ustawy, członkowie Krajowej Rady Sądownictwa mieliby być wyłaniani przez Sejm, a nie przez samych sędziów. Ustawa przewidywała też, że mandat dotychczasowych członków Krajowej Rady Sądownictwa (15 sędziów, 4 posłów i 2 senatorów) wygaśnie przedterminowo, po 30 dniach od daty wejścia znowelizowanej ustawy w życie, z uwagi na wprowadzenie wspólnej kadencji wszystkich wybieranych członków Rady, w miejsce dotychczasowych kadencji indywidualnych.

### Nowelizacja ustawy Prawo o ustrojusądów powszechnych
Nowelizacja ustawy przewidywała między innymi:
- zwiększenie kompetencji Ministra Sprawiedliwości w powoływaniu i odwoływaniu prezesów i wiceprezesów sądów. W miejsce dotychczasowych, wybieranych przez środowisko sędziowskie, prezesów i wiceprezesów sądów opiniować miał Minister Sprawiedliwości.
- wprowadzenie losowego przydziału spraw poszczególnym sędziom.
- wprowadzenie zasady niezmienności składu orzekającego. Raz wylosowany skład sądu nie powinien ulegać zmianie do zakończenia sprawy[1].

### Nowelizacja ustawy o Sądzie Najwyższym
20 lipca 2017 sejm uchwalił nową ustawę o Sądzie Najwyższym. Nowa ustawa przewidywała m.in. utworzenie trzech nowych Izb Sądu Najwyższego, zmiany w trybie powoływania sędziów SN i umożliwienie przeniesienia dotychczasowych sędziów w stan spoczynku. Jedna z najbardziej kontrowersyjnych zmian dotyczyła wygaszenia kadencji sędziów Sądu Najwyższego. W świetle pierwotnego brzmienia projektu, z dniem wejścia w życie ustawy wszyscy sędziowie Sądu Najwyższego powołani na podstawie dotychczasowych przepisów mieli przejść w stan spoczynku, z wyjątkiem sędziów wskazanych przez Ministra Sprawiedliwości, pełniącego zarazem funkcję Prokuratora Generalnego (który z kolei jest stroną w większości postępowań toczących się przed Sądem Najwyższym). Ten przepis w toku prac legislacyjnych uległ jednak zmianie i w ostatecznej wersji przyjętej ustawy o tym, kto spośród dotychczasowych sędziów pozostanie w Sądzie Najwyższym, miał zdecydować Prezydent Rzeczypospolitej Polskiej na wniosek Krajowej Rady Sądownictwa, która miała dokonać wyboru spośród sędziów, którzy zostali wskazani do pozostania na stanowisku przez Ministra Sprawiedliwości-Prokuratora Generalnego. Jednak funkcjonowanie KRS zostało zreformowane ustawą przyjętą 12 lipca (patrz wyżej).

### Protesty w kraju
Po informacjach medialnych o pracach nad zmianami w ustawach, doszło do manifestacji przeciwników zmian. Wśród nich byli przedstawiciele Komitetu Obrony Demokracji, Platformy Obywatelskiej, Nowoczesnej, partii Razem oraz osoby niezwiązane z żadną partią i organizacją.

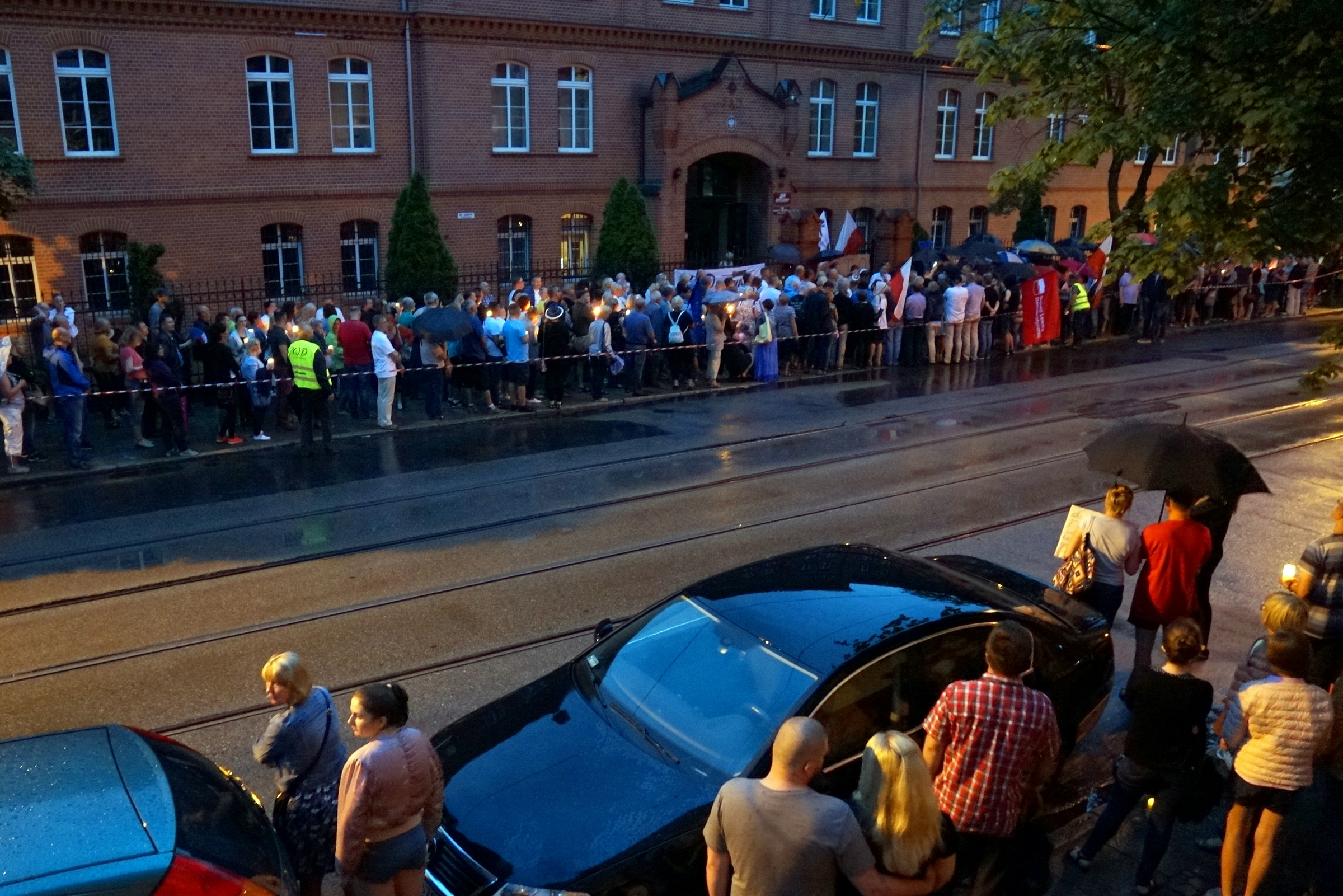
Demonstracja przed Sądem Okręgowym w Gorzowie Wielkopolskim

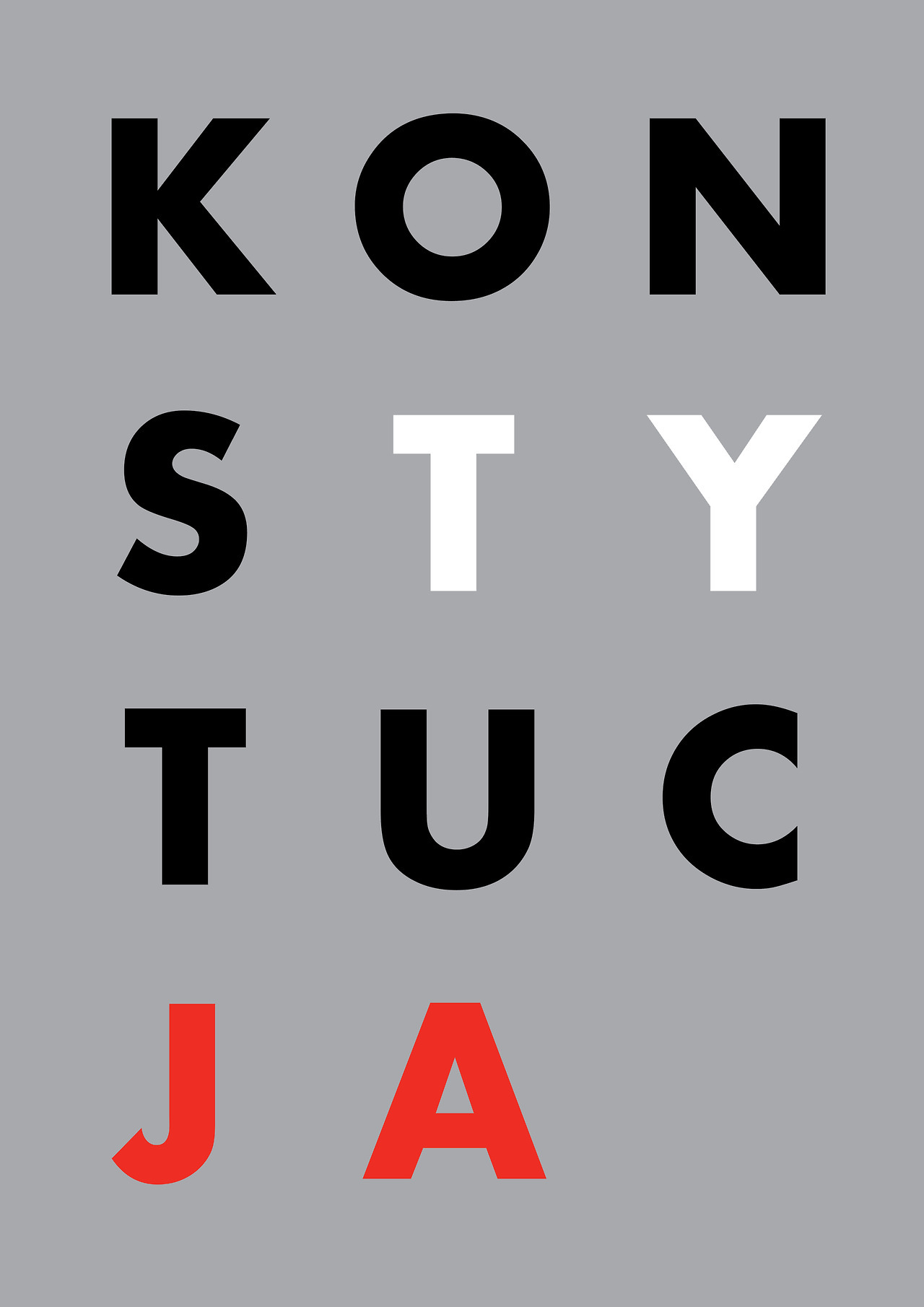
Łukasz Rayski, „Konstytucja” (2017)

20 lipca 2017 w kilkudziesięciu miastach Polski odbyły się manifestacje.
Przed Pałacem Prezydenckim w Warszawie partie opozycyjne zgromadziły ok. 50 tys. (wg organizatorów) demonstrantów. Przemawiali aktorzy: Joanna Szczepkowska odczytała preambułę Konstytucji, a Łukasz Simlat – fragmenty ustawy zasadniczej o odrębności władzy sądowniczej. Wojciech Pszoniak deklamował wiersz „Który skrzywdziłeś” Czesława Miłosza. Do protestujących mówili też były prezes SN Adam Strzembosz oraz rzecznik Praw Obywatelskich dr Adam Bodnar. Demonstranci w godzinach wieczornych połączyli się z manifestacją „Łańcuch światła” zorganizowaną przez Akcję Demokracja i zablokowali Sejm. W tym samym czasie trwały prace komisji senackiej, która mimo negatywnej opinii Senackiego Biura Legislacyjnego ok. 01:30 w nocy przyjęła ustawę o Sądzie Najwyższym bez poprawek.
21 lipca 2017 protesty odbyły się w 140 miastach Polski.
27 lipca 2017 na wiecu w Warszawie I prezes Sądu Najwyższego Małgorzata Gersdorf przemawiała do zgromadzonych wieczorem przed gmachem tego sądu przy pl. Krasińskich.
Łącznie do 24 lipca protesty odbyły się w ponad 250 miastach.
24 listopada 2017 roku pod hasłem „Wolne sądy, wolne wybory, wolna Polska” rozpoczął się protest pod Pałacem Prezydenckim zorganizowany przez przeciwników zmian w projektach ustaw o Sądzie Najwyższym i o zmianie ustawy o Krajowej Radzie Sądownictwa zaproponowanych przez prezydenta Andrzeja Dudę. Podobne demonstracje rozpoczęły się przed sądami w innych częściach kraju. Do protestów przeciwko zmianom zaproponowanym przez prezydenta wezwała na swojej oficjalnej stronie internetowej Krajowa Rada Sądownictwa.

### Protesty za granicą
21 lipca 2017 młodzi ludzie protestowali w Brukseli przed siedzibą Stałego Przedstawicielstwa Rzeczypospolitej Polskiej przy Unii Europejskiej.
22 lipca odbyły się manifestacje przed polskimi placówkami dyplomatycznymi w Berlinie, Bernie, Kopenhadze i Londynie.

### Weto prezydenta
24 lipca 2017 prezydent Andrzej Duda ogłosił, że podpisze tylko jedną z trzech ustaw. Zawetowane zostały ustawy o KRS i Sądzie Najwyższym. Prezydent poinformował, że wraz ze swoimi współpracownikami i specjalistami zamierza opracować i przedstawić w ciągu dwóch miesięcy Sejmowi alternatywne projekty obydwu ustaw. Prezydenckie weta zostały przyjęte przychylnie przez opozycję, mimo iż podpisał ustawę o sądach powszechnych. W opinii prezydenta, decydujący wpływ na jego decyzję o zawetowaniu ustaw o Sądzie Najwyższym i Krajowej Radzie Sądownictwa, wzmacniających pozycję ministra sprawiedliwości miała doradczyni społeczna prezydenta RP Zofia Romaszewska.

### Prezydenckie projekty ustaw
26 września 2017 roku do Sejmu wpłynęły przedstawione przez prezydenta RP Andrzeja Dudę projekty: ustawy o zmianie ustawy o Krajowej Radzie Sądownictwa i nowej ustawy o Sądzie Najwyższym, które zostały 14 listopada 2017 roku skierowane do pierwszego czytania na posiedzeniu Sejmu. Projekt nowej ustawy o Sądzie Najwyższym wprowadza instytucję skargi nadzwyczajnej, która ma za zadanie „korygować” prawomocne orzeczenia sądowe; miałyby zostać wyodrębnione dwie nowe izby Sądu Najwyższego: Izba Kontroli Nadzwyczajnej i Spraw Publicznych oraz Izba Dyscyplinarna; zmieniłby się tryb wyłaniania kandydatów na stanowisko sędziego Sądu Najwyższego oraz wiek, w którym sędziowie przechodzą w stan spoczynku oraz przyspieszony trybu uchylenia immunitetu (na 65 lat), natomiast projekt ustawy o zmianie ustawy o Krajowej Radzie Sądownictwa wprowadza m.in. zmiany sposobu wyboru spośród sędziów członków KRS poprzez przyznanie prawa zgłaszania kandydatów do Krajowej Rady Sądownictwa grupie co najmniej 2000 obywateli oraz grupie co najmniej 25 sędziów; wyborów przez Sejm 15 sędziów do KRS kwalifikowaną większością 3/5 głosów, a w przypadku konieczności przeprowadzenia drugiej tury – w głosowaniu imiennym oraz wprowadzenia transmisji obrad KRS przez Internet. 8 grudnia 2017 roku w oparciu o prezydenckie projekty ustaw Sejm RP uchwalił nową ustawę o Sądzie Najwyższym i ustawę o zmianie ustawy o Krajowej Radzie Sądownictwa. 15 grudnia 2017 Senat RP przyjął ustawy bez poprawek, a 20 grudnia 2017 prezydent RP Andrzej Duda podpisał ustawy. 2 stycznia 2018 obydwie ustawy zostały opublikowane w Dzienniku Ustaw. Ustawa z dnia 8 grudnia 2017 r. o Sądzie Najwyższym weszła w życie 3 kwietnia 2018 roku, natomiast ustawa z dnia 8 grudnia 2017 r. o zmianie ustawy o Krajowej Radzie Sądownictwa weszła w życie 17 stycznia 2018 roku z wyjątkiem artykułu 1 punkt 3 ustawy w zakresie artykułu 11a i artykułu 11b, artykułu 6 oraz artykułu 7, które weszły w życie z dniem 3 stycznia 2018 roku.

### Trzy razy nie
Opozycjonista z czasów PRL, autor logo „Solidarność”, Jerzy Janiszewski, utworzył podobne pisane solidarycą logo hasła – 3 x NIE. Zachęcające prezydenta państwa do odrzucenia wszystkich trzech nowelizacji ustaw nawiązuje do słynnego sloganu komunistycznych władz w czasie referendum 1946 r.

### Reakcje w Polsce
Zmiany w prawie spotkały się z dezaprobatą środowiska prawniczego.
24 lipca 2017 wieczornym orędziu w TVP premier Beata Szydło skrytykowała prezydenta, zarzucając mu „spowolnienie reformy w sądownictwie”.
Ewa Łętowska uznała ustawy za sprzeczne z konstytucją: „wszystkie trzy ustawy są podobne. Jest tu i naruszenie zasady odrębności i niezależności władzy sądowniczej (art. 173 Konstytucji), i nieproporcjonalne wkroczenie w trójpodział władz (art. 10), i niepokojąco przemożny wpływ Ministra Sprawiedliwości/Prokuratora Generalnego na rekrutację, obsadę, awanse w korpusie sędziowskim, zwłaszcza natychmiast po wejściu ustawy w życie, i mechanizmy sprzyjające wymianie kadr, w tym także przymusowy (z opcją zgody Ministra/Prokuratora) stan spoczynku sędziów”

### Reakcje międzynarodowe
Wydarzenia w Polsce były komentowane przez przedstawicieli innych państw i organizacji międzynarodowych (w szczególności Unii Europejskiej i Rady Europy).
„Poważnym ciosem w niezawisłość sądów” nazwał nową legislację Komisarz ds. Praw Człowieka Komisji Europejskiej w relacji BBC.
29 lipca 2017 Komisja Europejska wezwała rząd do wycofania ustawy.
W opinii Klausa Bachmanna sądy innych krajów UE mogą zaprzestać respektowania polskich wyroków.
30 lipca Bono, nominowany do Pokojowej Nagrody Nobla lider i wokalista zespołu U2, podczas koncertu w Holandii odniósł się do sytuacji w Polsce słowami: „Mam przesłanie wolności i miłości dla naszych braci i sióstr w Polsce, którym zabiera się ich wolność. Jesteśmy z wami!”
19 października Amnesty International opublikowało raport Polska: Demonstracje w obronie praw człowieka, który dokumentuje przypadki stosowania wobec protestujących inwigilacji, nękania i ścigania sądowego w celu rozpraszania i zapobiegania organizowaniu masowych protestów. Od 2016 roku tysiące obywateli brały udział w pokojowych zgromadzeniach przeciwko propozycjom represyjnego ustawodawstwa, które ograniczało prawa kobiet i zagrażało rządom prawa. Raport pokazuje, jak władze Polski podejmują próby zdławienia pokojowych protestów, co w oczywisty sposób ma zniechęcić ich uczestników do udziału w przyszłych demonstracjach.
W czerwcu 2018 Amnesty International opublikowało raport Moc ulicy. W obronie wolności pokojowych zgromadzeń w Polsce, który opisuje największe zagrożenia dla wolności zgromadzeń w Polsce: nadmierne używanie siły przez policję, rosnąca liczba postępowań karnych wszczynanych wobec osób korzystających z wolności zgromadzeń, przypadki wykorzystania zwiększonych uprawnień służb porządku publicznego do inwigilacji osób protestujących oraz ograniczanie niezależności sądów.
17 stycznia 2020 członkowie Kongresu Stanów Zjednoczonych, przewodniczący komisji spraw zagranicznych Izby Reprezentantów Eliot Engel oraz szef podkomisji do spraw europejskich, eurazjatyckich i energii Bill Keating w liście do Andrzeja Dudy zaapelowali o zatrzymanie procedowanych rozwiązań prawnych w sprawie dyscyplinowania sędziów i "potwierdzenie przywiązania Polski do wartości demokratycznych". Napisali m.in.: "wprowadzając tę ustawę w życie, Polska wykona znaczący krok wstecz w stosunku do historycznej roli silnego lidera na polu demokratycznych reform w Europie. Erozja demokratycznych zasad podważy zaś wielkie postępy, jakie Polska poczyniła w ciągu minionych dziesięcioleci, by zbudować nowoczesne i demokratyczne państwo".

### Prasa zagraniczna
O manifestacjach w Polsce poinformowały najważniejsze międzynarodowe media. „Demonstranci zebrani pod hasłem «W obronie sądów» to najnowszy akt w serii masowych antyrządowych protestów przeciwko konserwatywno-populistycznemu Prawu i Sprawiedliwości” – napisała agencja Associated Press. Zacytowana została przez New York Times i Washington Post. Informacje o protestach zamieścili też m.in. BBC, CNN, Politico, Al Jazeera, gazety hiszpańskie „La Vanguardia”, „El Pais” i „El Periodico”, francuskie „Le Monde” i „Ouest-France”, zmiany w polskim sądownictwie i protesty przeciw nim opisały także: włoska agencja prasowa ANSA, „Frankfurter Allgemeine Zeitung”, „Deutsche Welle”, „Die Zeit”, „Financial Times”, irańska Press TV oraz ABC News.

### Protesty a astroturfing
W lipcu 2017 pojawiły się oskarżenia, ze strony mediów popierających rząd Prawa i Sprawiedliwości, o używanie astroturfingu w kontekście masowych protestów przeciwko zmianom w sądownictwie forsowanej przez Prawo i Sprawiedliwość. Jacek Sasin, poseł PiS, oskarżył o jego stosowanie opozycję. Zdaniem niektórych mediów m.in. portalu wPolityce.pl i programów informacyjnych stacji telewizyjnych należących do TVP protesty zostały wywołane przez firmy marketingowe i organizacje pozarządowe. 23 lipca Wiadomości TVP wyemitowały materiał o tymże zjawisku, które, zdaniem dziennikarzy, miało wówczas miejsce. O sprawie astroturfingu pisał też serwis internetowy politykawsieci.pl. Według serwisu politykawsieci.pl dowodem na astroturfing miały być komentarze „uruchomione/zainstalowane” w jednym momencie z kont użytkowników mieszkających na terenie całej Ameryki Łacińskiej pod profilem portalu internetowego tvn24.pl w serwisie społecznościowym Facebook oraz masowy wysyp nowych użytkowników obserwujących konta m.in. polityków Platformy Obywatelskiej na serwisie Twitter. Organizatorami protestów w obronie sądów w Polsce była fundacja „Akcja Demokracja”.
Digital Forensic Research Lab zwraca uwagę na użycie astroturfingu na Twitterze do ostrzegania przed astroturfingiem: 22 lipca za pomocą hashtagów #AstroTurfing, #StopAstroTurfing i #StopNGOSoros boty twierdziły, że protesty nie były oddolnym ruchem, ale astroturfingowymi protestami finansowanymi przez węgierskiego miliardera George Sorosa. Wiele z tych tweetów zawierało ten sam tekst Sprzeciwiam się wykorzystywaniu mechanizmu #AstroTurfing aby manipulować Polską! i zawierało ten sam obrazek. Tych tweetów zamieszczono prawie 16 tysięcy z 2408 kont (w ciągu niecałej godziny). Średnio każdy użytkownik, który podał dwa hashtagi, zrobił to 6,6 razy, co nawet czterokrotnie przekracza średnie zaangażowanie użytkowników Twittera przy rzeczywiście oddolnych akcjach. Ujawniono, że 10 najaktywniejszych kont przesyłało jeden tweet co cztery sekundy przez okres dwóch godzin. Z 15 000 analizowanych tweetów aż w 11 000 użyło tej samej frazy. Digital Forensic Research Lab przedstawił kilka przykładów kont, które publikują po kilkaset tweetów po polsku dziennie od kilku lat.
Badacze zwracają uwagę na fakt, iż hashtagi zostały rozpowszechnione przez niewielką liczbę użytkowników, przeważnie boty. W badaniu ujawniono, że pod hashtagiem #StopAstroTurfing publikowano nawet trzy tweety na sekundę (przy hashtagu #wolnesady był to maksymalnie jeden tweet na sześć sekund).
Centrum Analiz Propagandy i Dezinformacji sugeruje, że za astroturfingiem informującym o astroturfingu stała skoordynowana rosyjska operacja informacyjna połączona z działaniami w sferze cyber pod postacią kampanii na Twitterze.

### Ustawa o ustroju sądów powszechnych z 2019 roku
12 grudnia 2019 do Sejmu trafił projekt o zmianie ustawy o Sądzie Najwyższym oraz niektórych innych ustaw. Media nadały projektowi nazwę ustawy „kagańcowej”, „dyscyplinującej” lub „represyjnej”. Tego samego dnia projekt ten skierowano do I czytania na posiedzeniu Sejmu. Tydzień później, 19 grudnia tego samego roku projekt tej ustawy został skierowany do Komisji Sprawiedliwości i Praw Człowieka. W nocy z 19 na 20 grudnia 2019 Komisja Sprawiedliwości i Praw Człowieka pozytywnie zaopiniowała projekt tej ustawy. Podczas posiedzenia Komisji mecenas Biura Legislacyjnego Sejmu skrytykował duże nagromadzenie określeń niejasnych, zdaniem mecenasa BLS przepisy ustawy mogą być niezgodne z artykułami: 173 i 178 Konstytucji RP. Tego samego dnia, 11 godzin po posiedzeniu komisji w Sejmie odbyło się głosowanie nad niezwłocznym przystąpieniem do trzeciego czytania projektu ustawy bez odsyłania go do komisji. Za niezwłocznym przystąpieniem do III czytania zagłosowało 231 posłów PiS oraz Janusz Korwin-Mikke. 40 minut później 233 posłów PiS zagłosowało za przyjęciem ustawy w całości. Gdy ustawa trafiła do izby wyższej – Senatu RP prace nad ustawą zwolniły była ona rozpatrywana podczas 3. posiedzenia Senatu (w dniach 15–17 stycznia 2020).
8 stycznia 2020 Tomasz Grodzki, zgodnie z art. 8 ust. 1 pkt 3 Regulaminu Senatu Rzeczypospolitej Polskiej spotkał się z Věrą Jourovą celem omówienia przestrzegania prawa Unii Europejskiej w Polsce.
W dniach 9 i 10 stycznia 2020 do Polski przyjechała Komisja wenecka, zaproszona przez Tomasza Grodzkiego na podstawie art. 8 ust. 1 pkt 3 Regulaminu Senatu Rzeczypospolitej Polskiej.
11 stycznia 2020 ulicami Warszawy przeszedł Marsz Tysiąca Tóg, w którym udział brali sędziowie, radcy prawni, prokuratorzy oraz obywatele.
15 stycznia w Parlamencie Europejskim odbyła się debata nad rezolucją o praworządności w Polsce.
16 stycznia 2020 Komisja Wenecka wydała opinię o nowelizacji ustaw sądowych. Uznała ona, że wolność słowa i prawo sędziów do zrzeszanie się będą poważnie ograniczone oraz że ustawa podważa niezależność sądownictwa. Tego samego dnia Parlament Europejski przyjął rezolucję ws. praworządności w Polsce, gdzie podkreślił, że sytuacja w Polsce, pogorszyła się od momentu uruchomienia art. 7 Traktatu o Unii Europejskiej, w rezolucji tej zaapelował do Komisji Europejskiej o wykorzystanie w pełni dostępnych narzędzi, w szczególności przyspieszonych postępowań w sprawie uchybienia zobowiązaniom państwa członkowskiego przed Trybunałem Sprawiedliwości i wniosków o zastosowanie środków tymczasowych, aby wyeliminować wyraźne ryzyko poważnego naruszenia przez Polskę i Węgry wartości, na których opiera się Unia.
17 stycznia 2020 Senat Rzeczypospolitej Polskiej odrzucił w całości projekt ustawy.
23 stycznia 2020 Sejm RP odrzucił wniosek Senatu Rzeczypospolitej Polskiej o odrzucenie ustawy.
24 stycznia 2020 Komisja Europejska wyraziła głębokie zaniepokojenie w związku z przyjętą przez Sejm nowelizacją ustaw o sądach powszechnych i Sądzie Najwyższym.
28 stycznia 2020 Rada Europy wydała raport, w którym zmiany w sądownictwie nazwała frankensteinizacją prawa.
4 lutego 2020 Andrzej Duda podpisał ustawy o sądach powszechnych i Sądzie Najwyższym.
27 lutego 2020 izba wyższa polskiego parlamentu, Senat RP przyjął uchwałę w obronie niezawisłości sędziów i niezależności wymiaru sprawiedliwości.
29 kwietnia Komisja Europejska wszczęła przeciwko Polsce procedurę o naruszenie prawa Unii Europejskiej.
Przeciwko ustawie stanęły m.in.: Amnesty International, Helsińska Fundacja Praw Człowieka, Stowarzyszenie Sędziów Polskich „Iustitia”, Stowarzyszenie Sędziów „Themis”, Stowarzyszenie Prokuratorów „Lex super omnia”, Stowarzyszenie Adwokackie "Defensor Iuris", Akcja Demokracja, Komitet Obrony Demokracji, Adam Bodnar, Małgorzata Gersdorf, Wojciech Hermeliński, Jacek Trela, Maciej Bobrowicz, Andrzej Rzepliński, Marek Zirk-Sadowski, MEDEL, Rechters voor Rechters, Stowarzyszenie Rad Stanu i Najwyższych Sądów Administracyjnych oraz 149 profesorów prawa. Swoje zaniepokojenie wyraził ponadto rzecznik wysokiej komisarz Narodów Zjednoczonych do spraw praw człowieka, Komisarz Praw Człowieka Rady Europy, Zgromadzenie Parlamentarne Rady Europy, Komisja Europejska, Komisja Wenecka, Rada Europy, Bill Keating (przewodniczący podkomisji ds. Europy, Eurazji, Energii i Środowisk Kongresu USA) oraz Eliot Lance Engel (przewodniczący komisji spraw zagranicznych Kongresu USA).